# Леон (провинция)
Лео́н (исп. León) — провинция на северо-западе Испании в составе автономного сообщества Кастилия и Леон. Административный центр — Леон.

## География
Территория — 15 570 км² (7-е место среди провинций страны).

## Демография
Население — 496 тыс. (31-е место; данные 2005 г.).

## Палеогенетика
У жившего в мезолите темнокожего и голубоглазого охотника-собирателя La Braña 1, обнаруженного в пещере Ла Брана-Аринтеро (Леон), определена Y-хромосомная гаплогруппа C1a2 (C6-V20) и митохондриальная гаплогруппа U5b2c1. Изучение генома образца Ла Бранья-2 показало, что он был братом Ла Бранья-1 с теми же гаплогруппами.